# Władimir Lepko
Władimir Aleksiejewicz Lepko (ros. Влади́мир Алексе́евич Лепко́; ur. 1898 w Gagrze, zm. 1963 w Moskwie) – radziecki aktor filmowy i głosowy. Ludowy Artysta RFSRR (1954).
Pochowany na Cmentarzu Nowodziewiczym w Moskwie.

## Filmografia

### Filmy animowane
- 1937: Weseli muzykanci
- 1948: Słoń i mrówka
- 1950: Przygody Buratina jako kot Bazilio
- 1960: To ja narysowałem ludzika